# Алтынды (Акмолинская область)
Алтынды́ (каз. Алтынды, до 2006 г. — Дани́ловка) — село в Буландынском районе Акмолинской области Казахстана. Административный центр Алтындынского сельского округа. Код КАТО — 114035100.

## География
Село расположено в восточной части района, на расстоянии примерно 29 километров (по прямой) от административного центра района — города Макинск. 
Абсолютная высота — 375 метров над уровнем моря.
Климат холодно-умеренный, с хорошей влажностью. Среднегодовая температура воздуха положительная и составляет около +3,3°С. Среднемесячная температура воздуха в июле достигает +19,3°С. Среднемесячная температура января составляет около -15,2°С. Среднегодовое количество осадков составляет около 430 мм. Основная часть осадков выпадает в период с мая по август.
Ближайшие населённые пункты: село Каратал на востоке, село Боярка на западе.
Восточнее села проходит автомобильная дорога республиканского значения — А-1 «Астана — Петропавловск».

## История
Основано село на границе Кокчетавского и Акмолинского уездов как почтовый пикет с постоялым двором на почтовой дороге , который содержал отставной казак станицы Щучинской Сибирского казачьего войска  Данилов.
С 1940 по 1958 годы имело статус рабочего поселка.
Совместным решением Акмолинского областного Маслихата и Акимата Акмолинской области от 16 марта 2006 года № ЗС-18-17 «О переименовании некоторых населенных пунктов Акмолинской области по Буландынскому, Целиноградскому, Сандыктаускому районам», зарегистрированное Департаментом юстиции Акмолинской области 11 апреля 2006 года № 3186 — село Даниловка Даниловского сельского округа было переименовано в село Алтынды.

## Население
В 1989 году население села составляло 1491 человек (из них русские — 49%, казахи — 26%).
В 1999 году население села составляло 1207 человек (589 мужчин и 618 женщин). По данным переписи 2009 года, в селе проживало 1011 человек (490 мужчин и 521 женщина).
| Численность населения | Численность населения | Численность населения |
| 1989                  | 1999                  | 2009                  |
| --------------------- | --------------------- | --------------------- |
| 1491                  | ↘1207                 | ↘1011                 |

## Улицы[7]
- ул. Абай
- ул. Амангельды Иманова
- ул. Бейбитшилик
- ул. Богенбай батыра
- ул. Достык
- ул. Кабанбай батыра
- ул. Тауелсиздик
- ул. Турсынбека Какишева
- ул. Клубная

Решением акима Даниловского сельского округа Буландынского района Акмолинской области от 26 апреля 2019 года № 1 «О переименовании улиц села Алтынды Буландынского района», зарегистрированное Департаментом юстиции Акмолинской области 2 мая 2019 года № 7161 — были переименованы 8 улиц села Алтынды.